# Autonoe (księżyc)
Autonoe (Jowisz XXVIII) – mały zewnętrzny księżyc Jowisza, odkryty 10 grudnia 2001 roku przez grupę astronomów z Uniwersytetu Hawajskiego prowadzoną przez Scotta Shepparda.

## Nazwa
Jego nazwa wywodzi się od mitologicznej Autonoe – matki Akteona, żony Aristajosa, córki Kadmosa i Harmonii.

## Charakterystyka  fizyczna
Autonoe jest jednym z najmniejszych księżyców Jowisza, jego średnicę ocenia się na około 4 km. Średnia gęstość tego ciała ma wartość ok. 2,6 g/cm3, a składa się przeważnie z krzemianów. Powierzchnia Autonoe jest bardzo ciemna – jego albedo wynosi zaledwie 0,04. Z Ziemi można go zaobserwować jako obiekt o jasności wizualnej co najwyżej 22 magnitudo.
Autonoe obiega Jowisza ruchem wstecznym, czyli w kierunku przeciwnym do obrotu planety wokół własnej osi. Satelita należy do grupy Pazyfae.